# A Turma do Dudão Chegou!
A Turma do Dudão Chegou! é um extended play (EP) de vários artistas, lançado em 1992.
Baseado na revista em quadrinhos Dudão, o projeto contou com quatro faixas infantis. A produção do disco envolveu várias figuras notáveis. O cantor Marcos Góes assinou a produção musical, enquanto os arranjos foram assinados por Reno Magalhães (Carlinhos Felix, Andréia Sorvetão). As músicas foram interpretadas pela cantora Aline Barros, que iniciaria sua carreira solo em 1995.
Em 2020, Dudão virou um meme na internet brasileira. O álbum, outrora de relevância obscura, ganhou notoriedade.

## Faixas
Todas as canções escritas por Josias Amandula, exceto "Vamos Dar as Mãos", escrita por Josias Amandula e Rosemeri Duarte Amandula.
Lado A
1. "A Turma do Dudão Chegou"
2. "A Turma do 'J'"

Lado B
1. "D-U-D-A-O-TIL – DUDÃO"
2. "Vamos Dar as Mãos"

## Ficha técnica
- Aline Barros - vocais
- Marcos Góes - produção musical
- Reno Magalhães - arranjos e programação